# Javier Flaño
Javier Flaño Bezunartea (Valle de Elorz, Navarra, 19 de agosto de 1984) es un exfutbolista español que jugaba como lateral derecho. Su hermano gemelo Miguel Flaño también fue futbolista profesional.

## Biografía
Se formó en la cantera de Osasuna, debutó en el primer equipo en Primera División en el año 2005. Su mayor logro es la clasificación para la Liga de Campeones por primera vez en la historia de Osasuna.

## Selección nacional
Internacional sub-21 con España en tres ocasiones y sub-23 en otras dos. Ganó junto a su hermano gemelo Miguel, la medalla de oro en los Juegos Del Mediterráneo 2005.
En 2005 disputó un partido internacional amistoso con la selección de fútbol de Navarra.

## Clubes
| Club            | País   | Categoría | Año        | PJ (Liga) | Goles (Liga) |
| --------------- | ------ | --------- | ---------- | --------- | ------------ |
| C. A. Osasuna B | España | 2ªB       | 2001-2005  | 99        | 0            |
| C. A. Osasuna   | España | 1.ª       | 2005-2009  | 91        | 1            |
| C. D. Numancia  | España | 2.ª       | 2009-2011  | 77        | 1            |
| Elche C. F.     | España | 2.ª       | 2011-2012  | 30        | 0            |
| C. D. Mirandés  | España | 2.ª       | 2013-2014  | 29        | 0            |
| C. A. Osasuna   | España | 1.ª y 2.ª | 2014-2018  | 84        | 2            |
| U. D. Logroñés  | España | 2ªB       | 2018- 2020 | 20        | 0            |

Debut en 1ª División: 28 de agosto de 2005 C. A. Osasuna 2 – Villarreal C. F. 1
| Temporadas 1ª | Partidos 1ª | Goles 1ª | Partidos en Copa | Goles en Copa | Internacional |
| ------------- | ----------- | -------- | ---------------- | ------------- | ------------- |
| 5             | 90          | 1        | 9                | 0             | Ninguna       |

## Palmarés
| Título               | Club          | País   | Año  |
| -------------------- | ------------- | ------ | ---- |
| Juegos Mediterráneos | España Sub-23 | España | 2005 |